# Juan Manuel Cañizares
Juan Manuel Cañizares (Sabadell, Barcelone, 1966) est un guitariste espagnol de flamenco. Il a reçu le Prix national de guitare (1982) et le Prix de musique du meilleur interprète de musique classique (2008).